# Platonski graf
Platonski graf je v teoriji grafov poliedrski graf in tvori skelet platonskega telesa. Obstaja 5 platonskih grafov in vsi so regularni poliedrski grafi in zaradi tega tudi 3-točkovnopovezani, točkovnoprehodni, povezavnoprehodni in ravninski grafi. So tudi Hamiltonovi grafi.:267–270 Od platonskih grafov je edino oktaedrski graf Eulerjev, saj je kvartični graf, stopnja vseh drugih platonskih grafov pa je liha.
| ime               | graf G (Schleglov diagram) | stopnja d | točke V | povezave E | red \| Aut (G) \| |
| ----------------- | -------------------------- | --------- | ------- | ---------- | ----------------- |
| tetraedrski graf  |                            | 3         | 4       | 6          | 24                |
| oktaedrski graf   |                            | 4         | 6       | 12         | 48                |
| kockin graf       |                            | 3         | 8       | 12         | 48                |
| ikozaedrski graf  |                            | 5         | 12      | 30         | 120               |
| dodekaedrski graf |                            | 3         | 20      | 30         | 120               |

Platonski grafi so posebni primer Schleglovih grafov kot projekcije teh poliedrov iz {\displaystyle \mathbb {R} ^{3}\,} v {\displaystyle \mathbb {R} ^{2}\,} preko točke za eno izmed njihovih stranskih ploskev.
Graf kvadratne piramide (V = 5, E = 8) na primer ni platonski, saj ni regularen.